# Slaget vid Hjörungavåg

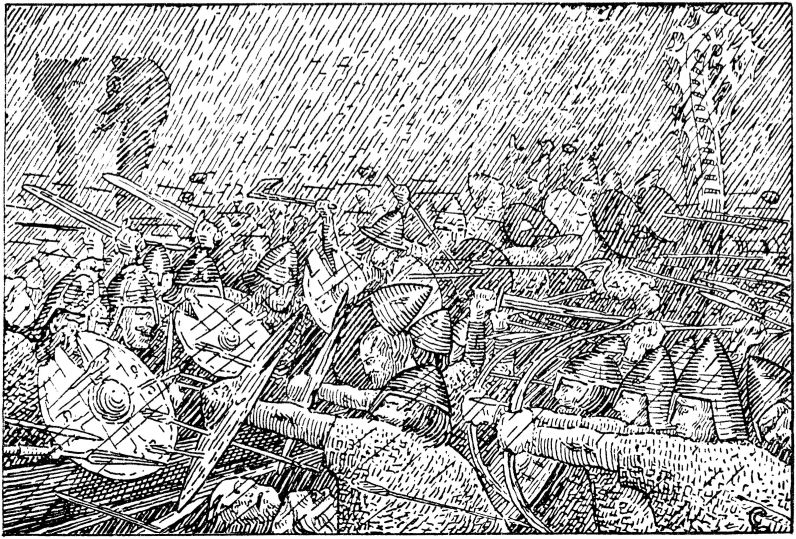
Jomsvikingar slåss i en hagelstorm vid slaget vid Hjörungavåg. Konstnär: Halfdan Egedius.

Slaget vid Hjørungavåg (Hjörungavágr) var ett sjöslag vid Hjörungavåg, på norska västkusten, kanske i närheten av Ålesund, möjligen nuvarande Liavåg, en av Storfjordens vikar. Det ägde rum omkring år 985 eller 986 och stod, enligt Snorre Sturlassons "Heimskringla", mellan de norska jarlarna Håkon Sigurdsson och dennes son Erik Håkonsson på ena sidan, och en dansk invasionsflotta med Sigvald Jarl och de fruktade jomsvikingarna på den andra sidan. Enligt sagan förlorade jomsvikingarnas slaget mot norrmännen. Jomsvikingasagan liksom Jomsvikingadrapan från 1200-talet handlar om slaget.
Den historiska tillförlitligheten av sagan om slaget och jomsvikingarna är mycket omstridd, bland annat på grund av de övernaturliga inslagen. Det beskrivs bland annat att Håkon Ladejarl fick hjälp av sina gudinnor Torgerd och Irpa.